# Єрмошин Павло Костянтинович
Павло Костянтинович Єрмошин (рос. Павел Константинович Ермошин; нар. 29 вересня 1907, Мале Корєво — пом. 1989) — радянський дипломат; надзвичайний і повноважний посол.

## Біографія
Народився 29 вересня 1907 року в селі Малому Корєвому (нині Княгининський район Нижньогородської області, Росія). Був молодшою дитиною у багатодітній селянській сім'ї. Рано став сиротою і з семирічного віку виховувався у дитячому будинку під Нижнім Новгородом. Після закінчення школи поступив на георгафічне відділення Казанського педагогічного університету, яке закінчив у 1930 році.
Після здобуття фахової освіти працював учителем у школі, професійному училищі, технікумі. З 19 квітня 1932 року проходив строкову службу у Червоній армії. Служив у Середній Азії, де брав участь у придушенні партизанського національно-визвольного руху. По демобілізації був запрошений викладати політекономію у Казанському університеті. Вступив до ВКП(б).
1939 року направлений до Москви слухачем Вищої дипломатичної школи при Народному комісаріаті закордонних справ СРСР. Його викладачами були Олександр Трояновський, Борис Штейн, Аркадій Єрусалимський. Навчання закінчив із відзнакою, отримавши диплом 28 червня 1941 року.
Після початку німецько-радянської війни з серпня 1941 року працював на будівництві оборонних споруд у районі Можайська. З 16 жовтня 1941 року в Червоній армії. Брав участь в обороні Москви, був двічі ранений. Два роки воював на Північно-Західному фронті. Служив потім у полковій розвідці: допитував німецькою мовою військовополонених. Отримав військове звання капітана.
Восени 1943 року його, як спеціаліста з міжнародних відносин, відкликали до Москви. Як молодий дипломат, брав участь у підгоровці Тегеранської конференції, а у лютому 1945 року як референт був включений до складу радянської делегації на Ялтинську конференцію.
З кінця листопада 1945 року — співробітник місії СРСР у Новій Зеландії; у 1947—1950 роках — тимчасовий повірений у справах СРСР Новій Зеландії. У 1951—1952 роках — співробітник центрального апарату МЗС СРСР. У 1952—1954 роках — радник Посольства СРСР у Швеції. З 27 січня 1954 року по 31 грудня 1955 року — надзвичайний і повноважний посланник СРСР в Ісландії. З 31 грудня 1955 по 18 вересня 1958 — надзвичайний і повноважний посол СРСР в Ісландії. У 1958—1959 роках — радник ІІ Європейського відділу МЗС СРСР. У 1959—1960 роках — заступник завідувача II Європейського відділу МЗС СРСР. З 16 грудня 1960 року по 20 квітня 1968 року — надзвичайний і повноважний посол СРСР на Кіпрі. У 1968—1975 роках — на відповідальній роботі в центральному апараті МЗС СРСР. З 1975 року — у відставці. Помер у 1989 році.

## Нагороди
- Медаль «За оборону Москви»[1];
- Медаль «За бойові заслуги» (21 лютого 1945)[4];
- Орден Дружби народів (27 вересня 1977; за заслуги на дипломатичній роботі та у зв'язку з сімдесятиріччям від дня народження)[5];
- Орден Вітчизняної війни І ступеня (6 квітня 1985)[6].